# 间内站
間內站（日语：／ Manai eki */?）是一個位於愛知縣春日井市牛山町，屬於名古屋鐵道小牧線的鐵路車站。車站編號為KM08。位於市界，同站西側跨過池田川後即為小牧市。

## 車站結構
對向式月台2面2線的地面車站，無人站。閘口共有2個。Tranpass與manaca均可使用。可使用跨線橋閘內來往。沒有廁所。
| 月台 | 路線   | 方向 | 目的地             |
| ---- | ------ | ---- | ------------------ |
| 1    | 小牧線 | 下行 | 小牧、犬山方向     |
| 2    | 小牧線 | 上行 | 上飯田、平安通方向 |

### 配置圖
| ← 上飯田、 平安通方向              | 間內站 構內配線略圖 | → 小牧、 犬山方向 |
| 图例 参考文献： 上飯田方向設有側線 |                     |                   |

## 相鄰車站
名古屋鐵道
 小牧線
牛山（KM09）－間內（KM08）－小牧口（KM07）

## 外部連結
- 間內 - 名古屋鐵道